# هنریک فوگلفنگر
هنریک فوگلفنگر (لهستانی: Henryk Vogelfänger؛ ‏ ۴ اکتبر ۱۹۰۴ – ۶ اکتبر ۱۹۹۰) وکیل، بازیگر و کمدین اهل لهستان بود.
از فیلم‌هایی که وی در آن‌ها نقش داشته است، می‌توان به خانه‌به‌دوش اشاره نمود.